# Mycomya calcarata
Mycomya calcarata är en tvåvingeart som först beskrevs av Daniel William Coquillett 1904.  Mycomya calcarata ingår i släktet Mycomya och familjen svampmyggor.
Artens utbredningsområde är British Columbia. Inga underarter finns listade i Catalogue of Life.